# فرانشيسكا بافان
فرانشيسكا بافان (مواليد 1979) كانت لاعبة كرة مائية إيطالية. كانت فرانشيسكا عضوًا في المنتخب الإيطالي لكرة الماء للسيدات، حيث كانت كابتن الفريق، كما كانت عضو المنتخب الذي شارك في دورة الألعاب الأولمبية الصيفية 2008.
على مستوى النوادي، لعبت فرانشيسكا مع بليبيشيتو بادوفا في إيطاليا.

## روابط خارجية
- فرانشيسكا بافان  على موقع SportsReference  - سبورتس رفرنس
- رابطة العالم للسيدات (ليل ، فرنسا): إيطاليا تهزم فرنسا بركلات الترجيح / إسبانيا تفوز باللقب الثاني | fina.org - موقع FINA الرسمي